# Moulins Yzeure Foot 03 Auvergne
El Molinos Yzeure Foot 03 Auvernia es un equipo de fútbol de Francia que juega en el Championnat National 3, la quinta liga de fútbol más importante el país.

## Historia
Fue fundado en el año 1938 en la ciudad de Yzeure y ha sido un equipo que ha participado toda su historia en las divisiones amateur de Francia, y participa en la CFA desde el año 2008.

## Jugadores

### Jugadores destacados
- Moké Diarra
- Frédéric Sammaritano
- Richmond Forson
- Cédric Si Mohamed